# Pont de Vall-llobera
El Pont de Vall-llobera és una obra de Fontcoberta (Pla de l'Estany) inclosa a l'Inventari del Patrimoni Arquitectònic de Catalunya.

## Descripció
Pont de 4 m d'ample i 2 m d'alçada, amb un sol arc de mig punt adovellat de 3 m de llum. La construcció, que actualment té la part superior coberta de vegetació, està feta de carreus irregulars.